# Принслу, Крис
Кристин Серафин (Крис) Принслу (англ. Christine Seraphine (Chris) Prinsloo, 3 мая 1952, Олдеани, Танганьика) — зимбабвийская хоккеистка (хоккей на траве), полевой игрок. Олимпийская чемпионка 1980 года.

## Биография
Крис Принслу родилась 29 марта 1954 года в районе Олдеани в Танганьике (сейчас Танзания).
Играла в хоккей на траве за «Посталс».
В 1980 году вошла в состав женской сборной Зимбабве по хоккею на траве на летних Олимпийских играх в Москве и завоевала золотую медаль. Играла в поле, провела 5 матчей, мячей не забивала.
Переехала в Йоханнесбург, также работала в Великобритании.